# Jonosfär

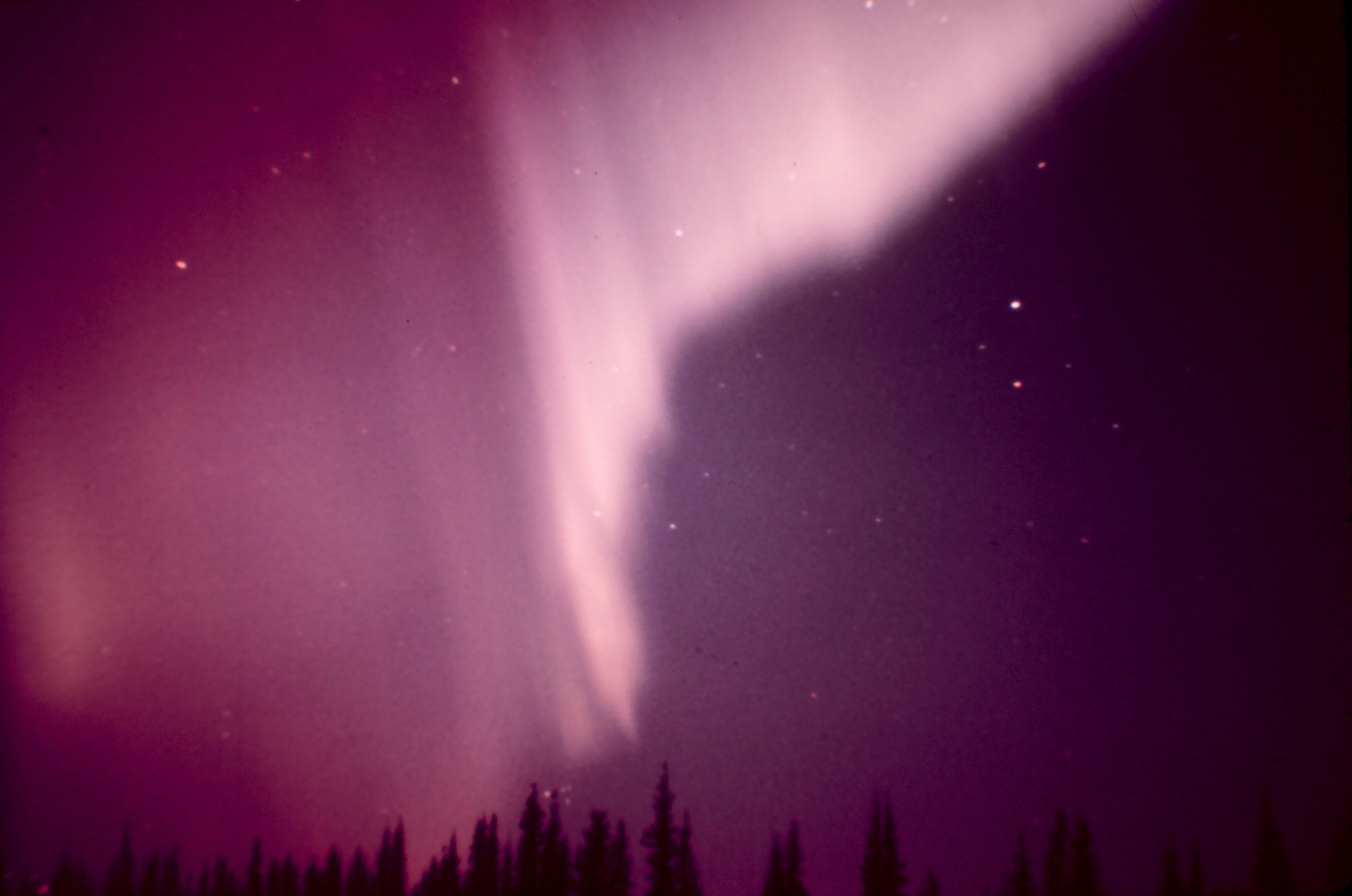
Polarsken (norrsken) är ljus som utsänds från jonosfären där den träffas av energirika partiklar, mest elektroner, från magnetosfären.

Jonosfär är den del av en himlakropps övre atmosfär som joniseras av strålning från rymden och därför utgörs av plasma. Jonosfärer kännetecknas av hög elektrontäthet och därmed hög elektrisk ledningsförmåga. På grund av detta påverkar jonosfären utbredningen av radiovågor och möjliggör långväga radiotrafik på kortvåg mellan områden runt om jordklotet.
Jordens jonosfär sträcker sig från en höjd på omkring 80 km över jordytan. Uppåt övergår den sedan gradvis i magnetosfären utan tydlig gräns. Oftast sägs den sluta någonstans mellan 500 km och 2000 km över markytan. Många satellitbanor går inom jonosfären, exempelvis Internationella rymdstationen som ligger på 300 till 400 km höjd.

## Uppkomst

Atmosfärlagren och jonosfären.

Varje himlakropp som har en atmosfär och utsätts för joniserande strålning från rymden bildar en jonosfär. Som kontrast kan den resterande delen av ozonlagret, där molekylerna inte är joniserade, benämnas neutralatmosfären (eller mer sällsynt neutrosfären). Begreppen neutralatmosfär-jonosfär är alltså en indelning av en atmosfär byggd på materiens elektriska laddningstillstånd, till skillnad från troposfär-stratosfär-mesosfär-termosfär som bygger på hur temperatur och täthet hos neutralgasen varierar med höjden i jordens atmosfär. Jordens jonosfär sammanfaller huvudsakligen med termosfären och exosfären.
Från rymden inkommer joniserande strålning av många slag och från olika källor. För jordens del är solens strålning i extremt ultraviolett (XUV, våglängd 10 -- 200 nm) den viktigaste jonisationskällan, men även polarskenselektroner, kosmisk strålning, partiklar från strålningsbältena och röntgenstrålning från solen bidrar. Faktiskt bildas även en del plasma när meteorer infaller, vilket speciellt vid meteorsvärmar kan ändra jonosfärens sammansättning på vissa höjder.

## Struktur

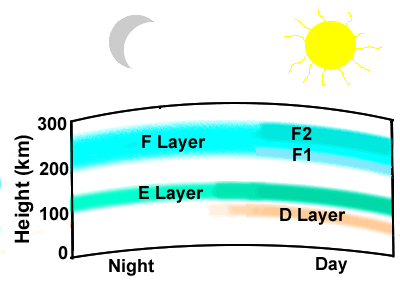
Jonosfärlagren.

Jonosfärens plasma bildas alltså genom jonisation av luftens neutrala gaser. Men plasmat förloras också genom så kallad rekombination, varvid joner och elektroner slår ihop sig igen och åter bildar neutrala atomer och molekyler. Elektrontätheten, alltså hur mycket plasma det finns på en viss höjd, beror därför av tre faktorer: tillgången på neutrala partiklar att jonisera (alltså atmosfärens täthet på denna höjd), tillgången på joniserande strålning, och hur snabbt joner och elektroner rekombinerar. Neutralatmosfärens täthet avtar med höjden, medan intensiteten av joniserande strålning istället ökar. Rekombinationen beror på vilka gaser som finns och förlöper därför olika snabbt på olika höjd, på grund av att de översta atmosfärlagrens sammansättning (alltså vilka gaser luften består av) varierar med höjden. Resultatet av allt detta är att det bildas flera jonosfärlager eller jonosfärskikt, de s.k. Kennelly-Heaviside-skikten, vilka nedifrån och upp brukar betecknas med bokstäverna D, E och F:
- D-skiktet bildas runt 80 km höjd. Här är neutralatmosfärens täthet så hög att rekombinationen förlöper ganska snabbt, och D-skiktet försvinner därför oftast nästan helt nattetid.
- E-skiktet bildas runt 100 km höjd. Även E-skiktet avtar kraftigt nattetid, men långsammare än D-skiktet.
- F-skiktet är som tätast runt 200 km höjd. Här är tätheten på den omgivande luften så låg att rekombinationen går långsamt, så F-skiktet finns kvar även nattetid, om än med avtagande elektrontäthet. F-skiktet splittras dagtid ofta i två separata lager, F1 och F2.
- G-skiktet. I några rapporter har talats även om ett jonosfärskikt ännu högre upp än F2, kallat G-skiktet. (Ej att förväxla med van Allen-bältet.) Att ett G-skikt verkligen skulle förekomma har emellertid ifrågasatts av den vetenskapliga världen, och numera är den allmänna uppfattningen att något jonosfäriskt G-skikt inte existerar.
- I tidiga beskrivningar av atmosfären har man talat även om A-, B- och C-skikt. Dessa är rent troposfäriska skikt, helt under jonosfären, och har ingen betydelse för rymdvågförbindelser genom jonosfären.

Jonosfärer runt andra himlakroppar i solsystemet, exempelvis Venus, Mars, Jupiter, Saturnus och Titan, får en liknande men inte identisk lagerstruktur, beroende bland annat på olika strålningsintensitet, gravitation och atmosfärsammansättning.

## Radiovågutbredning

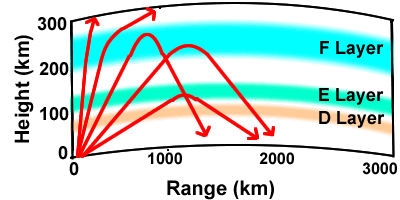
Radiovågsutbredning i jonosfären. Vågor med samma frekvens (i detta fall strax över den kritiska frekvensen, se text) bryts på olika höjder beroende på vilken vinkel de har gentemot en vertikal linje.

Jonosfären är elektriskt ledande och reflekterar därför radiovågor med en frekvens under den så kallade kritiska frekvensen, vilken beror på jonosfärens maximala elektrontäthet (den kritiska frekvensen är den högsta plasmafrekvensen i jonosfären). Även vågor med frekvens över den kritiska kan reflekteras om de utbreder sig snett mot vertikalen. I praktiken innebär detta att långvåg, mellanvåg och kortvåg reflekteras genom brytning (refraktion) i jonosfärens olika skikt (se ovan). Detta möjliggör radiokommunikation i dessa frekvensband, framför allt kortvåg, över långa avstånd (se figur).
Vågor som dagtid bryts i D-skiktet kan nattetid, då D-skiktet mer eller mindre försvinner (se ovan), nå ända upp i E- eller F-skikten innan de bryts. På dessa högre höjder är neutralgasen mycket tunnare, och dämpningen av vågen på grund av kollisioner mellan plasmats och neutralgasens partiklar blir därför mycket lägre. Följaktligen är radiotrafik på kortvåg vanligen bättre nattetid än dagtid.
Man ska lägga märke till att vad som menas med dag och natt inte är så enkelt. Det är inte läget vid förbindelsens ändpunkter, utan förhållandet vid brytningspunktens latitud som räknas. För långa hoppa) kan det vara dag för endera sändarstationen eller mottagarstation medan det samtidigt är natt vid brytningspunkten och vice versa. Tillkommer dessutom att gryning vid brytningspunkten uppe i jonosfären kommer tidigare, och skymning senare än vad som är fallet på jordytan rakt under brytningspunkten. Ligger brytningspunkten inom ett polarområde (hög latitud) kan det vissa tider på året råda ständig natt dygnet runt eller ständig dag medan det växlar mellan dag och natt vid förbindelsens ändpunkter. Vid riktigt långväga förbindelser, som omfattar flera hopp (halva jorden runt — 20 000 km — kan kräva ända upp till 5 hopp), kan det vara dag vid somliga brytningspunkter och samtidigt natt vid andra brytningspunkter.
Ett specialfall är när såväl sändarstationen som mottagarstationen samtidigt har gryning eller båda samtidigt skymning. Alla reflexionspunkter, oberoende av hur många de är, kommer då att ha gryning, alternativt skymning. (På engelska the grey line.). Vilka orter på jorden där det är möjligt att vid ett visst klockslag samtidigt befinna sig på grynings- (skymnings-)linjen varierar med tidpunkten på året. Orsaken är jordrotationsaxelns lutning mot banplanet för jordens cirkulation kring solen.

────────────

a) Med hopp menas avståndet mellan sändarstation och mottagarstation längs jordytan.
All reflektion sker inte mot horisontella jonosfärlager. Polarsken (norrsken) ger upphov till närmast vertikala (riktade längs jordens magnetfält) draperier som ger reflexion av radiovågor. Så gör även de långa rörformade jonspåren från meteorer. Radioamatörer drar ofta nytta av sådana fenomen för att upprätta kontakt över längre avstånd än vad som normalt är möjligt.

## Effekter av rymdväder
Huvudartikel: Rymdväder
Jonosfärens egenskaper beror av inflödet av joniserande strålning, vilket till största delen styrs av solen. Dels varierar solens UV-flöde starkt, och dels påverkar solaktiviteten det interplanetära magnetfältet, vilket i sin tur reglerar flödet av kosmisk strålning till jorden. Jonosfären varierar därför med den genomsnittligt elvaåriga solfläckscykeln. När solen är extra aktiv ökar joniseringen av jonosfären, vilket för radiotrafiken innebär att kortvågsband med högre frekvens kan tas i bruk. Efter mätningar av MUF, (Maximum Usable Frequency, högsta användbara frekvens) vid ett begränsat antal mätstationer på jorden kan man beräkna vilket MUF-värde som gäller för förbindelse mellan godtyckliga orter. Resultatet är beroende av solfläcksindex, tid på dygnet och årstid. Prognoser om detta ges ut. K-index är ett mått på geomagnetisk aktivitet som är en följd av solens inverkan. 
Ovanför solfläckarna uppstår ibland soleruptioner eller flares. Dessa sänder ut så kraftig strålning att de reflekterande skikten börjar påverkas ungefär 8 minuter senare (den tid det tar för elektromagnetiska vågor att färdas från solen till jorden). Detta kallas SID (Sudden Ionospheric Disturbance, plötslig jonosfärisk störning). Detta kan ge avbrott i kortvåg förbindelser med en varaktighet från några minuter till ett par timmar, så kallad Dellinger Fadeout. Dessutom kommer partikelstormar via solvinden några dagar senare, vilket försvårar också kortvågsförbindelserna.
Solaktivitetens inverkan på jonosfären kan ibland iakttas i en cykel som följer solens rotation, ett slags återupprepning sker efter 27–28 dagar, när solen roterat ett varv.
Det visade sig redan i radions barndom att extremlångvågen var oberörd av solaktiviteten. En soleruption kunde till och med kortvarigt förbättra långdistansförbindelserna. Radiostationen i Grimeton utanför Varberg är den enda radiostationen för detta frekvensband som fortfarande finns kvar i brukbart skick, nu som museum, år 2004 upphöjt till världsarv.
Efter soleruptioner kan solvinden i kombination med jordens magnetfält medföra en koncentration av joner i polarområdena. Radiovågor, som passerar dessa områden, dämpas då kraftigt, vilket kallas polar cap absorption, PCA. Effekten av PCA kan kvarstå från timmar till flera dagar.

## Åskfenomen
Jonosfären har positivt elektriskt laddad spänning gentemot jorden på 400 till 300 kV. Det förekommer naturligtvis en läckström från jorden. Jonosfären skulle laddas ur på cirka 30 minuter om inte åskväder blockerade denna urladdning. På 1990-talet har man lyckats filma blow jets, ett slags koronaurladdningar som kan vara 8 mil höga. Dessa fenomen sker i samband med vissa blixtar under kraftiga åskväder.